# Campeonato Mundial de Lucha de 1966
El XXIV Campeonato Mundial de Lucha se celebró en Toledo (Estados Unidos) entre el 16 y el 22 de junio de 1966 bajo la organización de la Federación Internacional de Luchas Asociadas (FILA) y la Federación Estadounidense de Lucha.

## Resultados

### Lucha grecorromana
| Evento | Oro                      | Plata                   | Bronce                     |
| ------ | ------------------------ | ----------------------- | -------------------------- |
| 52 kg  | Anguel Kerezov Bulgaria  | Serguei Rybalko URSS    | Rolf Lacour RFA            |
| 57 kg  | Fritz Stange RFA         | Koji Sakurama Japón     | Ünver Beşergil Turquía     |
| 63 kg  | Roman Rurua URSS         | Leif Freij · Suecia     | Iray Jorshidfar Irán       |
| 70 kg  | Stevan Horvat Yugoslavia | Guennadi Sapunov URSS   | Eero Tapio · Finlandia     |
| 78 kg  | Viktor Igumenov URSS     | Florea Ciorcilă Rumania | Peter Nettekoven RFA       |
| 87 kg  | Valentin Olenik URSS     | Tevfik Kış Turquía      | Franz Pötsch · Austria     |
| 97 kg  | Boyan Radev Bulgaria     | Valeri Anisimov URSS    | Nicolae Martinescu Rumania |
| +97 kg | István Kozma · Hungría   | Nikolai Shmakov URSS    | Petr Kment Checoslovaquia  |

### Lucha libre
| Evento | Oro                           | Plata                         | Bronce                         |
| ------ | ----------------------------- | ----------------------------- | ------------------------------ |
| 52 kg  | Chang Chang-Sun Corea del Sur | Yasuo Katsumura Japón         | Richard Sanders Estados Unidos |
| 57 kg  | Ali Aliyev URSS               | Hasan Sevinç Turquía          | Abutaleb Talebi Irán           |
| 63 kg  | Masaaki Kaneko Japón          | Robert Douglas Estados Unidos | Nihat Kabanlı Turquía          |
| 70 kg  | Abdolah Movahed Irán          | Iwao Horiuchi Japón           | Seyit Ahmet Ağralı Turquía     |
| 78 kg  | Mahmut Atalay Turquía         | Guram Sagaradze URSS          | Hosein Tahami Irán             |
| 87 kg  | Prodan Gardzhev Bulgaria      | Hasan Güngör Turquía          | Josef Urban Checoslovaquia     |
| 97 kg  | Alexandr Medved URSS          | Ahmet Ayık Turquía            | Said Mustafov Bulgaria         |
| +97 kg | Alexandr Ivanitski URSS       | Larry Kristoff Estados Unidos | Abolfazl Anvari Irán           |

## Medallero
| Núm. | País           | Oro | Plata | Bronce | Total |
| ---- | -------------- | --- | ----- | ------ | ----- |
| 1    | URSS           | 6   | 5     | 0      | 11    |
| 2    | Bulgaria       | 3   | 0     | 1      | 4     |
| 3    | Turquía        | 1   | 4     | 3      | 8     |
| 4    | Japón          | 1   | 3     | 0      | 4     |
| 5    | Irán           | 1   | 0     | 4      | 5     |
| 6    | RFA            | 1   | 0     | 2      | 3     |
| 7    | Corea del Sur  | 1   | 0     | 0      | 1     |
| 7    | Hungría        | 1   | 0     | 0      | 1     |
| 7    | Yugoslavia     | 1   | 0     | 0      | 1     |
| 10   | Estados Unidos | 0   | 2     | 1      | 3     |
| 11   | Rumania        | 0   | 1     | 1      | 2     |
| 12   | Suecia         | 0   | 1     | 0      | 1     |
| 13   | Checoslovaquia | 0   | 0     | 2      | 2     |
| 14   | Austria        | 0   | 0     | 1      | 1     |
| 14   | Finlandia      | 0   | 0     | 1      | 1     |
|      | TOTAL          | 16  | 16    | 16     | 48    |